# Agnethe Davidsen
Agnethe Davidsen (Nuuk, 29 de agosto de 1947 - 25 de novembro de 2007) foi prefeita de Nuuk, capital da Groenlândia.

Em 1983, Davidsen foi nomeada suplente de Hans Pavia Rosing no Parlamento da Groenlândia (Inatsisartut ). No mesmo ano, foi nomeada membro de assuntos sociais (posição equivalente à de ministra), tornando-se assim a primeira mulher no Landsting (landsstyremedlem).
Entre 1989 e 1991 foi segunda vice-prefeita da cidade de Nuuk, após a eleição de 1991 se tornou primeira vice-prefeita.
Em 1993, tornou-se prefeita.
Faleceu em 25 de novembro de 2007 de hemorragia cerebral.